# Pierre-Jacques-Thomas Cochon-Duvivier
Pierre-Jacques-Thomas Cochon-Duvivier (8 octobre 1731, Fressines - 26 avril 1813, Rochefort), est un chirurgien de marine et homme politique français.

## Biographie
Appartenant à la même famille que Charles Cochon de Lapparent, de Jean Cochon-Dupuy et cousin germain de Pierre Dubreuil-Chambardel, Pierre-Jacques-Thomas Cochon est le fils de  Nicolas Cochon, sieur de La Tour, et de Jeanne Marie Monnet.
Entré dans le corps des chirurgiens de la Marine en 1749, il sert comme second puis premier chirurgien et navigue aux Indes, en Afrique et aux Antilles. Durant la guerre de Sept Ans, il prend part à l'expédition de Louisbourg sous les ordres du chef d'escadre Emmanuel-Auguste Cahideuc Dubois de La Motte en 1757.

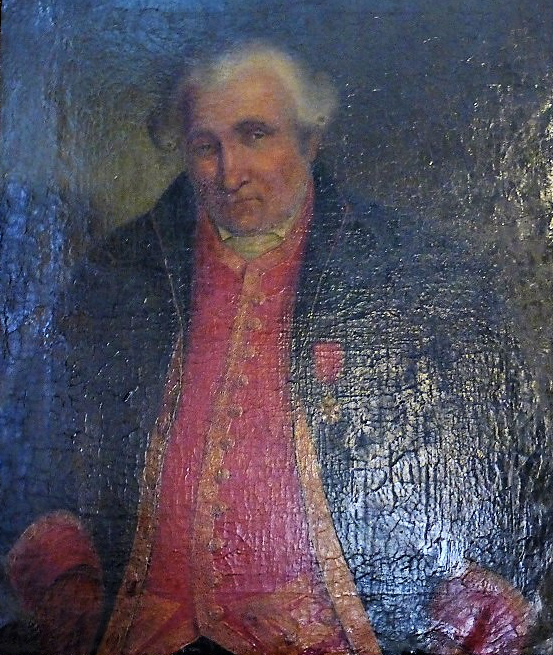
Portrait de Pierre Cochon-Duvivier.

Nommé démonstrateur à Rochefort en 1765, il y fonde la chirurgie sur les bases anatomiques et il est nommé chirurgien en chef de la Marine et directeur de l'École de médecine navale de Rochefort en 1788, succédant à Gaspard Cochon-Dupuy. Il inaugure l'Hôpital de la Marine de Rochefort réalisé par l'ingénieur en chef Pierre Toufaire, le 6 juin.
Il fonde la bibliothèque de la Marine en 1793.
Alors qu'une épidémie de fièvres intermittentes sévit à Rochefort en 1799, il fait le lien avec l'eau environnante et fait assécher les marais de Brouage. Il prend une part active aux travaux d'hygiène et d'urbanisme dans la ville de Rochefort, obtenant le pavage et l'irrigation des rues de la ville.
Le 4 nivôse an VIII, Cochon du Vivier est élu, par le Sénat conservateur, pour représenter le département de la Charente-Inférieure au Corps législatif, où il siège jusqu'en 1804.

## Hommage
Une rue de la ville de Rochefort porte son nom.

## Sources
- « Pierre-Jacques-Thomas Cochon-Duvivier », dans Adolphe Robert et Gaston Cougny, Dictionnaire des parlementaires français, Edgar Bourloton, 1889-1891 [détail de l’édition]